# Liste des rhopalocères de Nouvelle-Calédonie
Cet article recense les lépidoptères rhopalocères (ou « papillons de jour ») de Nouvelle-Calédonie, qui y sont représentés par cinq familles : les Hesperiidae, Papilionidae, Pieridae, Lycaenidae et Nymphalidae.  La majorité des espèces sont résidentes ; d'autres y sont migratrices, comme le Monarque (Danaus plexippus), nouvellement arrivé.
Il a été inventorié 521 espèces de lépidoptères appartenant à 304 genres, dont 197 espèces et 17 genres sont endémiques. Parmi eux, les 72 espèces de rhopalocères sont répartis dans 42 genres . 
Sur Grande Terre et les îles Loyauté, 64 espèces sont présentes, dont 11 sont des espèces endémiques de la Nouvelle-Calédonie.  Il s'agit des Papilionidae Graphium gelon et Papilio montrouzieri, des Lycaenidae Nacaduba deplorans et Psychonotis purpurea, des Pieridae Delias ellipsis et Elodina signata,  des Charaxinae Polyura clitarchus et Polyura gamma, du Danainae Euploea helcita, et des Satyrinae Austroypthima petersi et Paratisiphone lyrnessa.

## Famille desPapilionidae

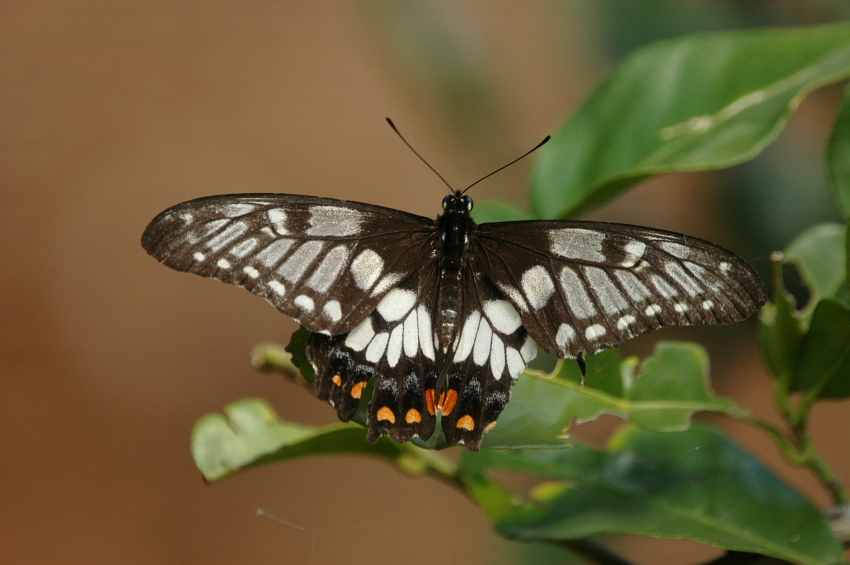
Papilio anactus

### Sous-famille desPapilioninae
- Graphium gelon
- Papilio amyntor (= Papilio ilioneus)
- Papilio anactus
- Papilio montrouzieri

## Famille desPieridae

### Sous-famille desColiadinae

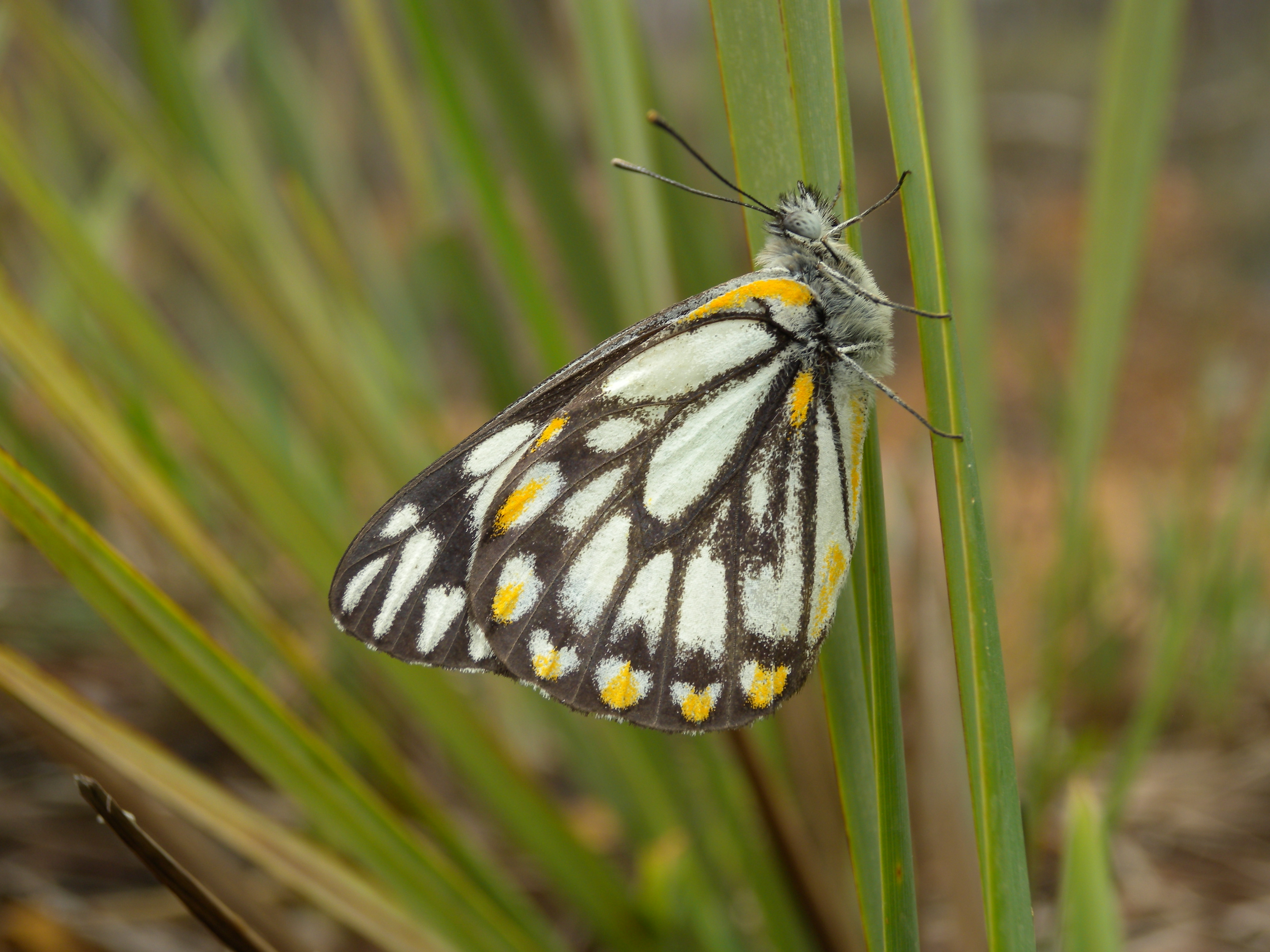
Belenois java

- Catopsilia pomona
- Catopsilia pyranthe
- Eurema brigitta
- Eurema hecabe

### Sous-famille desPierinae
- Appias albina
- Appias paulina
- Belenois java
- Cepora perimale
- Delias ellipsis
- Delias nysa
- Elodina pseudanops
- Elodina signata
- Pieris rapae

## Famille desLycaenidae

### Sous-famille desPolyommatinae
- Cupido lacturnus
- Euchrysops cnejus
- Jamides carissima
- Lampides boeticus
- Leptotes plinius
- Nacaduba biocellata
- Nacaduba deplorans
- Nothodanis schaeffera
- Prosotas patricae
- Psychonotis purpurea
- Theclinesthes petersi
- Udara renevieri
- Zizina labradus
- Zizula hylax

### Sous-famille desTheclinae
- Deudorix epijarbas

## Famille desNymphalidae

### Sous-famille desCharaxinae
- Polyura clitarchus
- Polyura gamma

### Sous-famille desCyrestinae

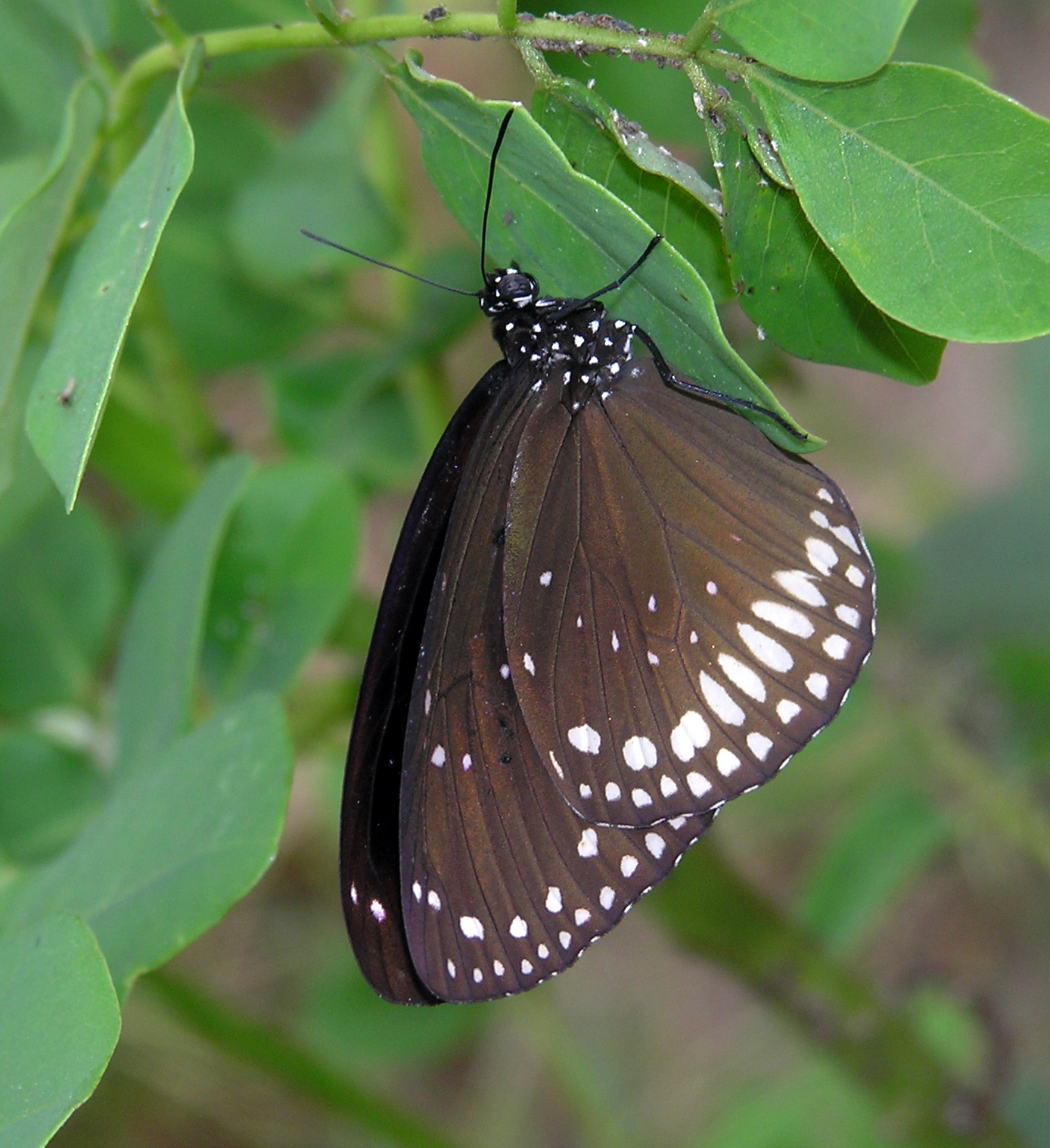
Euploea sylvester

- Cyrestis whitmei

### Sous-famille desDanainae
- Danaus affinis
- Danaus chrysippus
- Danaus plexippus
- Euploea algea
- Euploea boisduvali
- Euploea core
- Euploea helcita
- Euploea leucostictos
- Euploea lewinii
- Euploea sylvester
- Euploea treitschkei
- Euploea tulliolus
- Parantica pumila
- Tirumala hamata

### Sous-famille desHeliconiinae
- Acraea andromacha
- Vagrans egista

### Sous-famille desLibytheinae
- Libythea geoffroy

### Sous-famille desNymphalinae
- Doleschallia bisaltide denisi
- Doleschallia tongana
- Hypolimnas alimena catalai
- Hypolimnas antilope shortlandia
- Hypolimnas bolina
- Hypolimnas misippus
- Hypolimnas octocula
- Junonia villida
- Vanessa cardui
- Vanessa itea
- Vanessa kershawi
- Yoma sabina

### Sous-famille desSatyrinae
- Austroypthima petersi
- Melanitis leda
- Paratisiphone lyrnessa

## Famille desHesperiidae

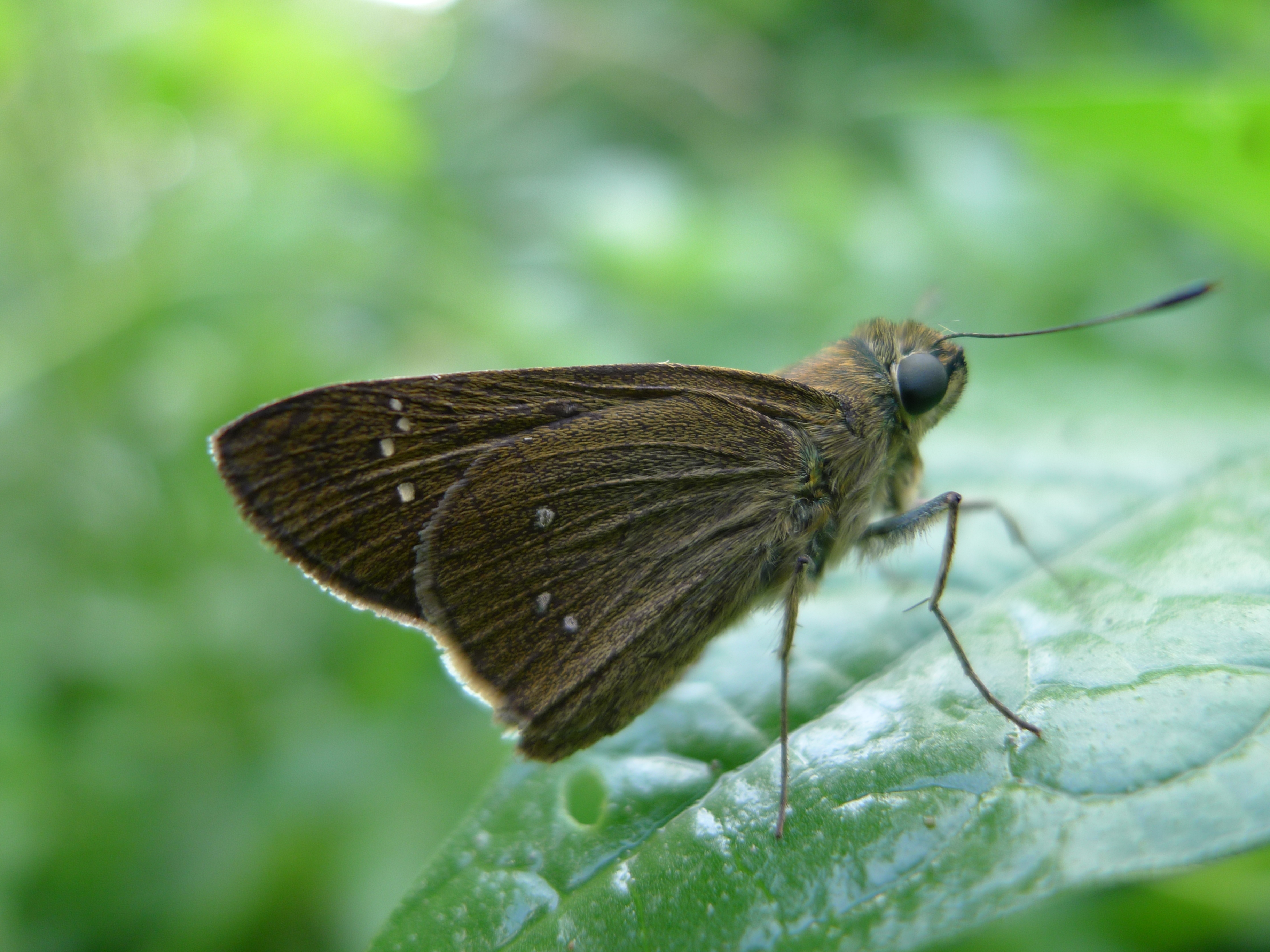
Borbo cinnara

### Sous-famille desCoeliadinae
- Badamia atrox
- Badamia exclamationis
- Hasora khoda

### Sous-famille desHesperiinae
- Borbo cinnara
- Borbo impar

### Sources
- endemia.nc
- database funet
- biodiversité et conservatoire en Outre-Mer